# استان ماربان
استان ماربان (به اسپانیایی: Provincia de Marbán) یکی از استان‌های بولیوی در بولیوی است که در استان بنی واقع شده‌است. استان ماربان ۱۵٬۱۲۶ کیلومتر مربع مساحت و ۱۵٬۸۰۷ نفر جمعیت دارد.